# Paratrigona crassicornis
Paratrigona crassicornis là một loài Hymenoptera trong họ Apidae. Loài này được Camargo & Moure mô tả khoa học năm 1994.